# Salto em grandes alturas no Campeonato Mundial de Esportes Aquáticos de 2017 - Masculino
A prova do salto em grandes alturas masculino é um dos eventos do Campeonato Mundial de Esportes Aquáticos de 2017 que foi realizado entre os dias 28 de julho e 30 de julho de 2017 na cidade de Budapeste, na Hungria. 

## Medalhistas
| Ouro              | Prata                 | Bronze                   |
| Steve LoBue (USA) | Michal Navrátil (CZE) | Alessandro De Rose (ITA) |

## Resultados
As duas primeiras rodadas ocorreram no dia 28 de julho com início às 14:30.  , as duas últimas rodadas ocorreram no dia 30 de julho com início às 12:00.
| Pos.              | Saltador           | Nacionalidade  | Rodada 1 | Rodada 2 | Rodada 3 | Rodada 4    | Total  |
| ----------------- | ------------------ | -------------- | -------- | -------- | -------- | ----------- | ------ |
| Medalha de ouro   | Steve LoBue        | Estados Unidos | 70.00    | 114.75   | 99.00    | 113.40      | 397.15 |
| Medalha de prata  | Michal Navrátil    | Chéquia        | 71.40    | 119.85   | 90.00    | 109.65      | 390.90 |
| Medalha de bronze | Alessandro De Rose | Itália         | 68.60    | 101.05   | 97.20    | 112.80      | 379.65 |
| 4                 | Andy Jones         | Estados Unidos | 70.00    | 96.60    | 91.80    | 109.65      | 368.05 |
| 5                 | Gary Hunt          | Reino Unido    | 72.80    | 132.60   | 81.00    | 70.00       | 356.40 |
| 6                 | Orlando Duque      | Colômbia       | 68.60    | 110.40   | 86.40    | 89.70       | 355.10 |
| 7                 | Miguel García      | Colômbia       | 71.40    | 118.80   | 81.00    | 73.60       | 344.80 |
| 8                 | Jonathan Paredes   | México         | 72.80    | 102.50   | 81.00    | 86.95       | 343.25 |
| 9                 | Blake Aldridge     | Reino Unido    | 67.20    | 110.40   | 91.80    | 72.85       | 342.25 |
| 10                | David Colturi      | Estados Unidos | 74.20    | 108.10   | 86.40    | 71.30       | 340.00 |
| 11                | Oleksiy Pryhorov   | Ucrânia        | 65.80    | 82.80    | 82.80    | 98.90       | 330.30 |
| 12                | Sergio Guzmán      | México         | 67.20    | 92.45    | 81.60    | 87.75       | 329.00 |
| 13                | Nikita Fedotov     | Rússia         | 71.40    | 75.25    | 84.60    | Não avançou | 231.25 |
| 14                | Viktar Maslouski   | Bielorrússia   | 71.40    | 77.40    | 81.00    | Não avançou | 229.80 |
| 15                | Artem Silchenko    | Rússia         | 65.80    | 89.70    | 73.80    | Não avançou | 229.30 |
| 16                | Kris Kolanus       | Polónia        | 75.60    | 54.05    | 91.80    | Não avançou | 221.45 |
| 17                | Alain Kohl         | Luxemburgo     | 67.20    | 64.50    | 75.60    | Não avançou | 207.30 |
| 18                | Todor Spasov       | Bulgária       | 63.45    | 83.85    | 57.60    | Não avançou | 204.90 |
| 19                | Igor Semashko      | Rússia         | 56.70    | 55.65    | 91.80    | Não avançou | 204.15 |
| 20                | Murilo Marques     | Brasil         | 67.20    | 47.15    | 80.60    | Não avançou | 194.95 |
| 21                | Cyrille Oumedjkane | França         | 63.00    | 55.35    | 76.50    | Não avançou | 194.85 |
| 22                | Owen Weymouth      | Reino Unido    | 51.80    | 67.65    | 70.20    | Não avançou | 189.65 |

Legenda
| Recorde mundial       | Recorde mundial (World record)               |                       | Recorde africano                      | Recorde africano (African) |                                           | Q | Classificado por posição (Qualified) |
| Recorde do campeonato | Recorde do campeonato (Championship record)  | Recorde da América    | Recorde da América (Americas)         | q                          | Classificado por melhor tempo (Qualified) |   |                                      |
| Melhor marca do ano   | Melhor marca do ano (World leading)          | Recorde asiático      | Recorde asiático (Asian)              | DNS                        | Não largou (Did not start)                |   |                                      |
| Recorde nacional      | Recorde nacional (National record)           | Recorde europeu       | Recorde europeu (European)            | DNF                        | Não terminou (Did not finish)             |   |                                      |
| Recorde pessoal       | Recorde pessoal do atleta (Personal best)    | Recorde da Oceania    | Recorde da Oceania (Oceania)          | DSQ / DQ                   | Desclassificado (Disqualified)            |   |                                      |
| Recorde da temporada  | Recorde da temporada do atleta (Season best) | Recorde sul-americano | Recorde sul-americano (South America) | NM                         | Sem marca (No mark)                       |   |                                      |